# 金民錫
金 民錫（キム・ミンソク、韓国語: 김민석、1964年5月29日 - ）は、韓国の政治家。現在、同国国務総理（首相）。共に民主党など所属の第15・16・21・22代国会議員。
本貫は慶州金氏。キリスト教徒。元慶熙大学校教授、尹錫悦政権の退陣ろうそくデモなどを主催した「キャンドル行動」常任代表の政治活動家の金民雄は兄。元KBSアナウンサーのキム・ジャヨンは元妻（2014年12月離婚）。

## 経歴
ソウル特別市出身。全斗煥政権時代、ソウル大学校社会学科在学中に全国学生総連合議長として民主化運動組織を率いた。1985年にソウル米国文化院占拠籠城事件により拘束され、1986年の特赦により釈放された。その後、金大中大統領の側近として活動するようになり、1996年の第15代総選挙で32歳で国会議員に初当選し、同選挙での最年少当選者だった。2000年の第16代総選挙でもソウル地域での最多票数を得て再選した。2000年頃には、ニューズウィークで「21世紀のリーダー100人」の1人として取り上げられ、将来の大統領候補として目されるようになり、新千年民主新党創党準備委員会報道官、新千年民主党総裁秘書室長、同党ソウル特別市長選挙候補を務めた。また、この頃には日本の国会議員との交流もあり、河野太郎や長島昭久とは友人で「韓日関係の未来を共に議論してきた」としている。
2025年6月3日に行われた第21代大統領選挙で李在明が当選すると、李在明は金民錫を国務総理に指名した。同年6月24日から25日に開かれた首相の資格を問う国会人事聴聞会では、金候補の財産形成の過程や子どもに対する優遇疑惑、学歴をめぐって議論が行われ、最大野党国民の力が資料の提出を要求したのに対し、与党共に民主党は候補者の能力と資質の検証を妨げていると反論。聴聞会は物別れに終わった。7月3日に人事同意案の採決が行われ、国民の力が不適格としてボイコットしたこともあり、賛成173票、反対3票、無効3票という大差で可決され国務総理就任が決定。4日に李在明が任命同意案を承認し、7日に政府世宗庁舎にて就任式が行われた。

## 事件・不祥事
1985年、ソウル大学校総学生会長として、ソウル大学校三民闘委員長の咸雲炅や延世大学校の朴善源らと共にソウル米国文化院占拠籠城事件を主導した。そのため、金は当時、86運動圏のスターと見なされた。
2000年5月17日の5・18事件前夜祭の後に発生した、いわゆる「新千年NHK事件」の当事者の1人である。
2002年、SKグループの会長から2億ウォンを受け取った容疑により懲役8月、執行猶予2年の刑を宣告された。また、2008年にも不法の政治資金を受け取った疑いにより拘束され、2010年に大法院で罰金600万ウォン、追徴金7億2千万ウォンの刑が確定し、5年間の被選挙権が制限された。その後、国会に復帰したのは2020年の第21代総選挙となった。なお、追徴金は第21代総選挙の時点でまだ6億ウォンほどが未納であったが、2025年6月の時点で完納したと本人が説明した。

## エピソード
先祖の墓は慶尚南道泗川市にあり、本籍地は同市昆明面である。
李在明の最側近である。
2002年の第16代大統領選挙における盧武鉉と鄭夢準の候補一本化において、盧武鉉ではなく鄭夢準側に立ち、さらに民主党を離党して鄭夢準新党（国民統合21）に入党したため、運動圏の同志である任鍾晳らからは「背信者」「渡り鳥」と非難された。その後、金の政治生命は低調となり、2016年に金が率いた院外民主党が共に民主党への合流が決まった時も一部の民主党員はよろしくない反応を示した。
2002年のソウル特別市長選挙と2004年の第17代総選挙で連続落選した後、妻のキム・ジャヨンと共にアメリカに留学した。
第21代総選挙の時、中央選挙管理委員会に登録された財産の額はマイナス5億7701万ウォンだった。
2023年11月、キリスト教団体の行事で、「すべての人間が同性愛を選んだ時、人類の持続が不可能である」と発言して差別禁止法への反対を表明した。
2024年8月、金龍顕の抜擢を見て、尹錫悦による非常戒厳を予測した。